# Spoorlijn Schifferstadt - Wörth
De spoorlijn Schifferstadt - Wörth am Rhein ook wel Speyerer Linie genoemd is een Duitse spoorlijn is als lijn 3400 onder beheer van DB Netze.

## Geschiedenis
Het traject werd in fases geopend:
- 1847: Schifferstadt - Speyer
- 1864: Speyer - Germersheim
- 1876: Germersheim - Wörth am Rhein

## Treindiensten

### DB
De Deutsche Bahn verzorgt het personenvervoer op dit traject met RB-treinen.

## Aansluitingen
In de volgende plaatsen was of is er een aansluiting van de volgende spoorwegmaatschappijen:

### Schifferstadt
- Pfälzische Ludwigsbahn, spoorlijn tussen Mannheim en Saarbrücken

### Speyer
- Spoorlijn tussen Heidelberg en Speyer

### Germersheim
- Bruhrainbahn, spoorlijn tussen Germersheim en Graben-Neudorf
- Untere Queichtalbahn, spoorlijn tussen Landau en Germersheim

### Wörth am Rhein
- Spoorlijn tussen Karlsruhe en Winden
- Bienwaldbahn, spoorlijn tussen Wörth am Rhein en Lauterbourg (Frankrijk)

## Elektrische tractie
Het traject werd tussen Schifferstadt en Speyer en in 2009 tot Germersheim haven geëlektrificeerd met een spanning van 15.000 volt 16⅔ Hz wisselstroom.

## Afbeeldingen

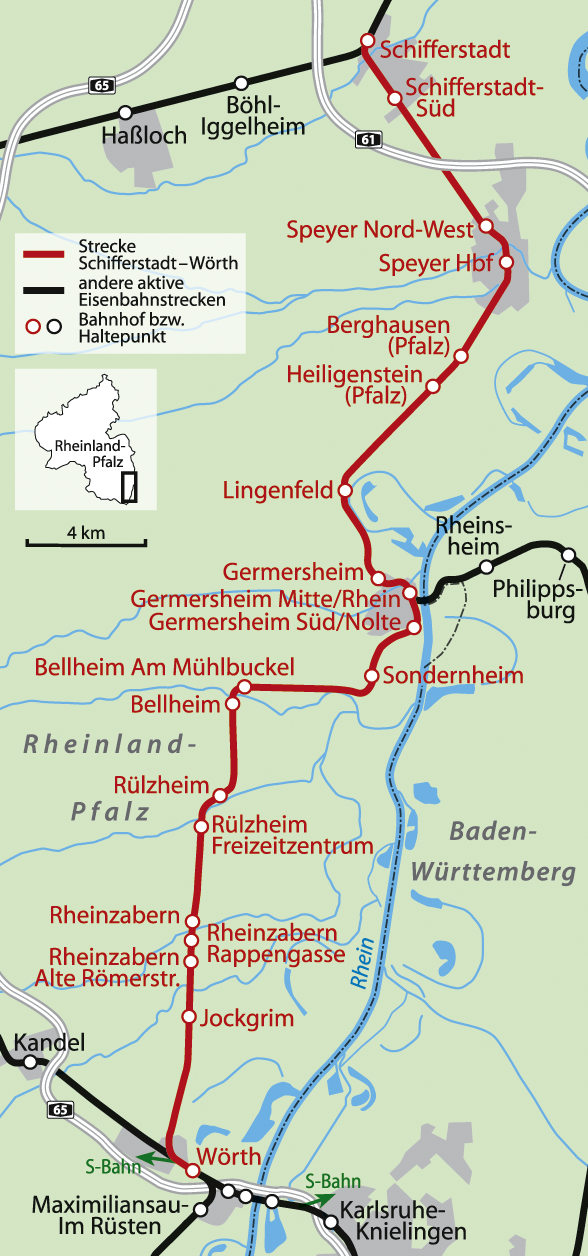
Trajectkaart
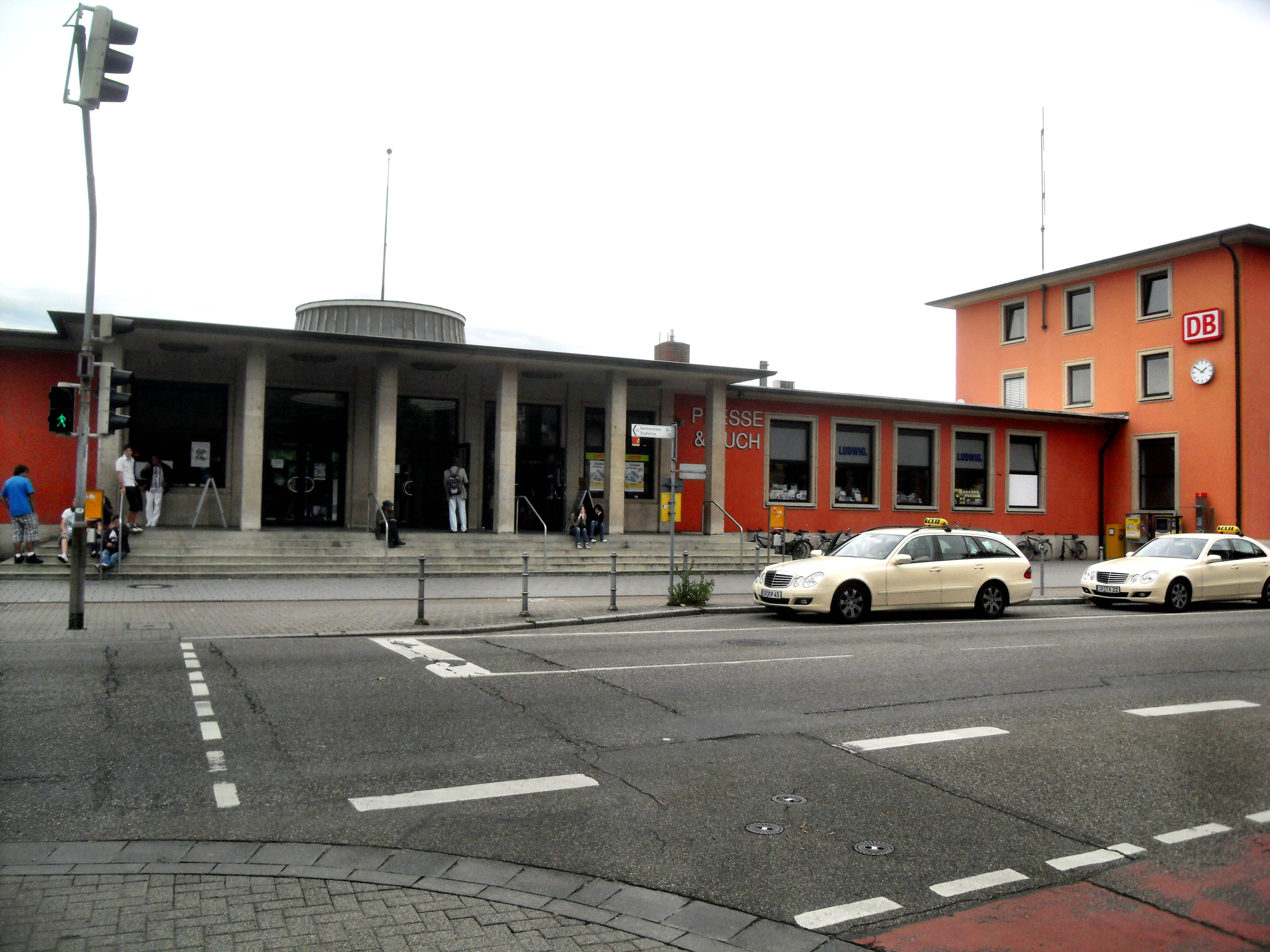
Speyer Hauptbahnhof (2009)
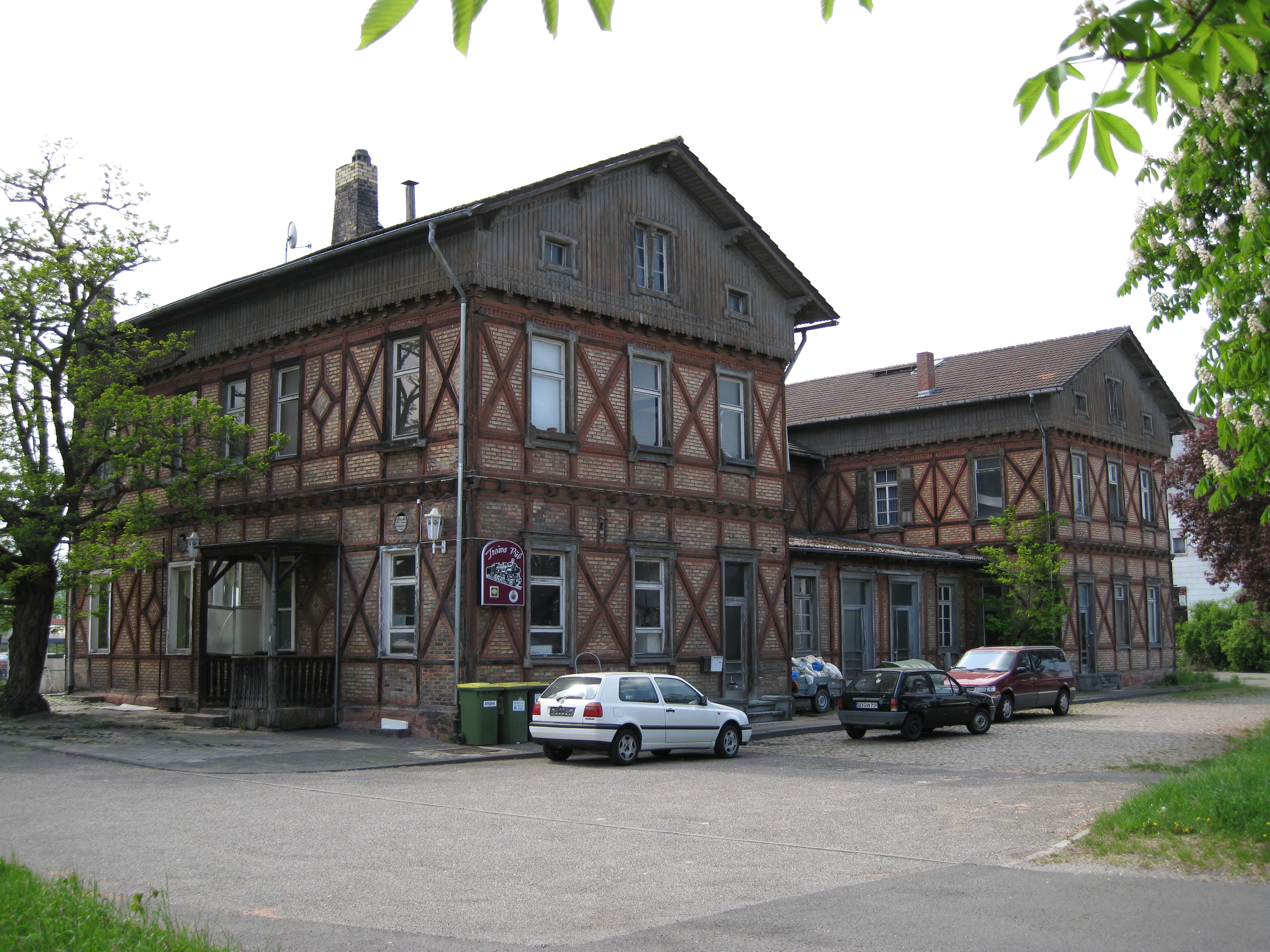
Germersheim, voormalig station
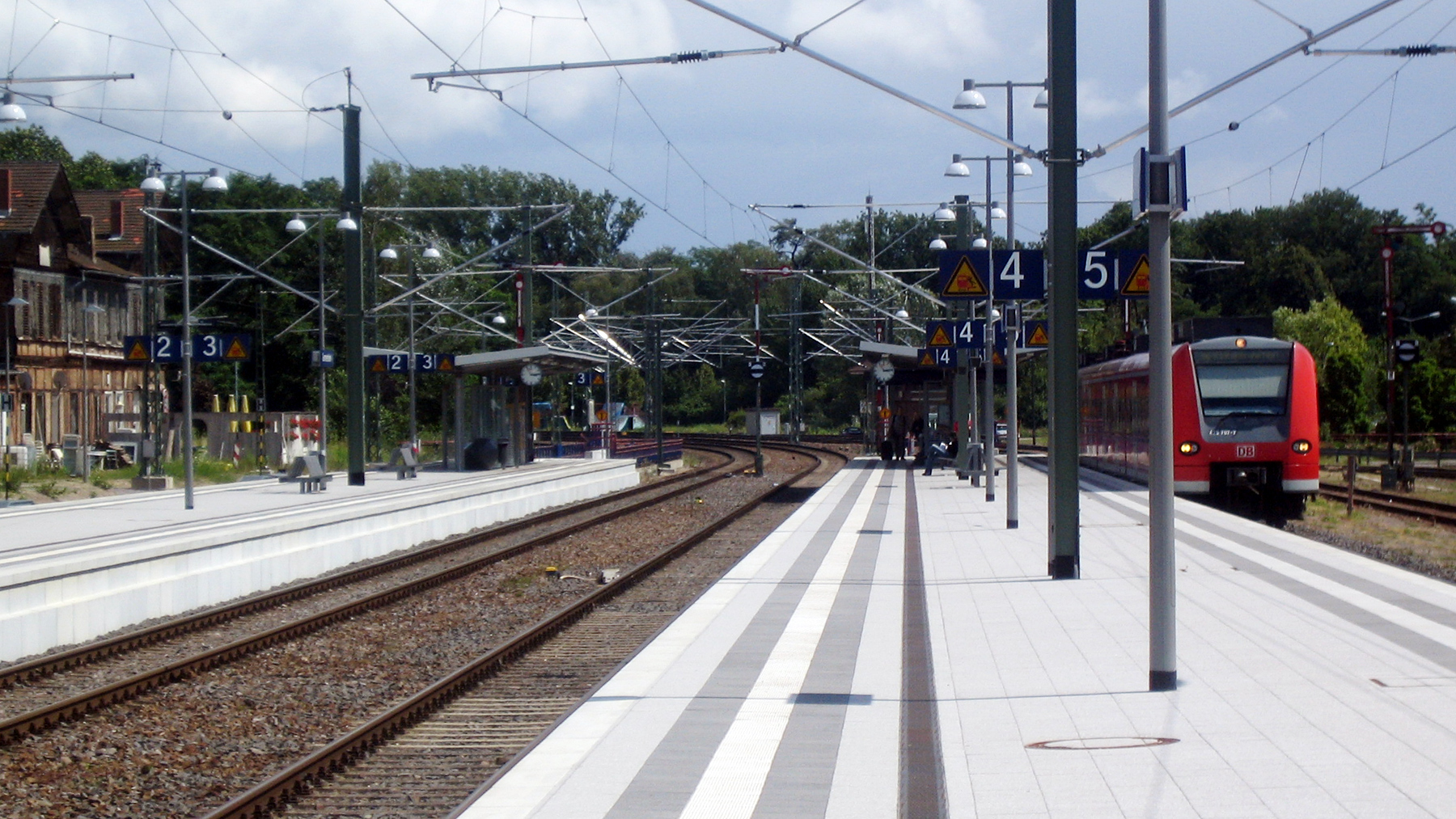
Germersheim, station (2007)
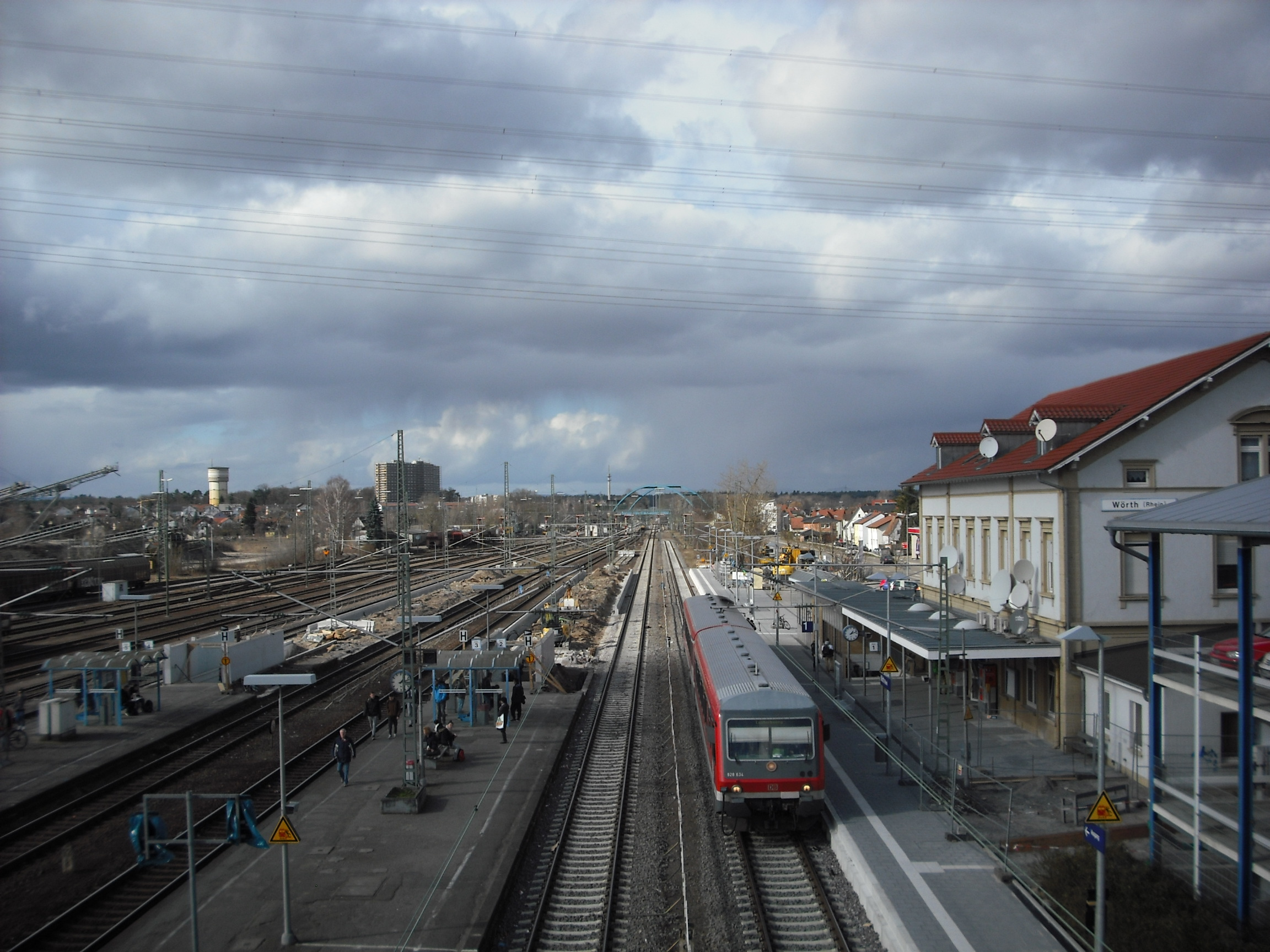
Station Wörth